# Hodge Ridge
Hodge Ridge ist ein Gebirgskamm auf der Pernik-Halbinsel an der Loubet-Küste des Grahamlands auf der Antarktischen Halbinsel. Er ragt südöstlich der Protector Heights auf.
Das UK Antarctic Place-Names Committee benannte ihn 2014 nach Leading Seaman Reginald W. Hodge, der am 6. Dezember 1963 bei einer seismischen Vermessungsfahrt der HMS Protector im Auftrag des British Antarctic Survey infolge eines Unfalls in der Scotiasee ums Leben gekommen war.